# Amphioplus ctenacantha
Amphioplus ctenacantha is een slangster uit de familie Amphiuridae.
De wetenschappelijke naam van de soort werd in 1977 gepubliceerd door Alan N. Baker.